# Andrew Nurnberg
Andrew Nurnberg est un agent littéraire britannique très influent dans l'édition internationale. En 1977, il fonde Andrew Nurnberg Associates, qui s'occupe d'auteurs dans le monde entier. C'est lui qui a notamment découvert Jonathan Littell, prix Goncourt 2006 pour Les Bienveillantes (Gallimard).

## Auteurs dont il est l'agent
Konstantin Akinsha et Grigorji Kozlov, Jonathan Littell, Tariq Ali, Sergey Lukyanenko, Carina Axelsson, Helen Moss, Antony Beevor, Irina Ratushinskaya, Kinta Beevor, Laurence Rees, Frédéric Beigbeder, Gerard Reve, Mikhaïl Bulgakov, William Rhode, Bernard Clavel, Andy Robb et James Harper, Jackie Collins, Patrick Robinson, Peter Conradi, Peter de Rosa, Ilse Crawford, Michel Roux, Assia Djebar, Julian Ruck, Andrew Driver, Erich Segal, Sir Richard Evans, Martin Cruz Smith, Mick Fowler, Viktor Suvorov, Cornelia Funke, Yasutaka Tsutsui, Alex Garland, Peter Watson, Sara Grant, Patricia Wentworth, Vassili Grossman, Donald Westlake / Richard Stark, Titania Hardie, Anne Willan, Gustaw Herling, Jane Withers, 
Jocelyn Hurndall, Theodore Zeldin, Andrew Jack, Fabrice Humbert…